# 頸帶鰏
頸帶鰏（学名：Nuchequula nuchalis），又稱頸斑鰏、頸斑項鰏，俗名金錢仔，為鰏科項鰏屬的其中一個種。

## 分布
本魚分布於西北太平洋區，包括日本、台灣、中國大陸等海域。该物种的模式产地在長崎。

## 深度
水深2至10公尺。

## 特徵
本魚和曳絲鰏相似，但背鰭之第二硬棘不為絲狀延長，後頭部有一暗褐色斑塊，背鰭硬棘上半有一黑斑。吻較眼徑為短。背鰭硬棘8枚、軟條16枚；臀鰭硬棘3枚、軟條14枚。體長可達10公分。

## 生態
本魚大都棲息在內灣的沙泥底，也會上溯河川。群居性，以底棲生物及浮游生物為食。

## 經濟利用
小型食用魚，味美但多刺，煮湯適宜。是頗為普遍的魚種。